# 尼信博物館
尼信博物館（あましんはくぶつかん）とは、兵庫県尼崎市にある尼崎信用金庫の企業博物館。2001年（平成13年）6月1日にオープンした。
1階～3階に展示室があり、2階の常設展示室では、旧尼崎城に関する資料が展示され、復元模型も設置されている。また、世界の貨幣も体系的に展示されている。

## 2階の常設展示品
- 城下町・尼崎展
  - 尼崎藩領図
  - 太刀守家家
  - 金小札白糸威二枚胴具足
  - 槍の穂先（文殊包定作）
  - 使来聘自兵庫至大坂引船図
  - 尼崎藩札
- コイン・ミュージアム

なお同金庫の世界の貯金箱博物館が南に隣接

## 開館情報
- 休館日-月曜日・祝休日、12月25日～1月5日
- 入館料-無料

## アクセス
- 鉄道でのアクセス
  - 尼崎駅 (阪神)～南西へ徒歩10分
- 車でのアクセス
  - 阪神高速3号神戸線　尼崎出口～五合橋信号を右折
  - 駐車場　博物館内に無料駐車スペースあり（2台分程度）